# Victoria and Albert (Schiff, 1901)
HMY (für Her Majesty Yacht, dt. Ihrer Majestät Yacht) Victoria and Albert war die königliche Staatsyacht (Royal Yacht) des Vereinigten Königreichs und wurde von der Royal Navy betrieben. 

## Geschichte
Ende der 1890er Jahre war die 1855 gebaute gleichnamige Vorgängerin hoffnungslos veraltet und entsprach nicht mehr den Ansprüchen an eine königliche Yacht. Königin Victoria hatte daher das Parlament schon seit einigen Jahren dringend gebeten, ihr ein moderneres Schiff zur Verfügung zu stellen. Sie konnte das Parlament schließlich überzeugen, als sowohl der russische Zar, als auch der deutsche Kaiser über größere und modernere Staatsyachten verfügten als die Königin von Großbritannien. 

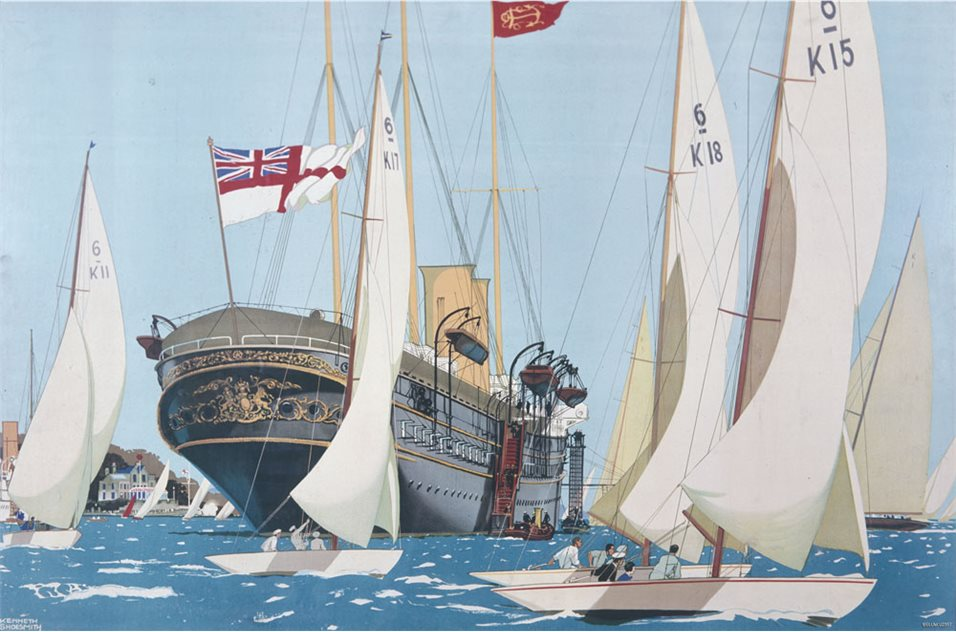
Die Royal Yacht bei der Cowes Week (Illustration)

Die neue Staatsyacht sollte den gleichen Namen erhalten wie ihre Vorgängerin und war vom Chefkonstrukteur der Royal Navy, Sir William Henry White, entworfen worden. Sie wurde im Pembroke Dock gebaut und im Jahr 1899 vom Stapel gelassen. Bei der Ausrüstung der neuen Yacht wurde sehr viel zusätzlicher Ballast (rund 700 Tonnen) über dem Schwerpunkt des Schiffes eingebaut, einschließlich eines traditionellen Ankerspills, damit die Königin den Matrosen bei der Arbeit zuschauen konnte. Des Weiteren wurde zur Schalldämmung der königlichen Gemächer sehr viel Zement in Böden und Decks eingegossen. Infolgedessen verringerte sich die metazentrische Höhe des Schiffes von als stabil geltenden 2 Fuß auf instabile 3 Zoll. Die Folge war, dass das Schiff am 3. Juli 1901 beim Aufschwimmen in dem Trockendock gefährlich instabil wurde und beinahe kenterte, wobei es beträchtliche Schäden davontrug. Der Schiffskonstrukteur William White wurde aus seiner Verantwortung für den Schiffsneubau entlassen. Er verlor sein Selbstvertrauen und trat kurze Zeit später von seinem Amt als Chefkonstrukteur der Marine zurück. 1901 erlitt er einen Nervenzusammenbruch, nachdem im Parlament Kritik an seiner Arbeit geäußert wurde. 
Die Victora and Albert wurde aufgrund der Verzögerungen erst 1901 fertiggestellt und am 23. Juli in Porthsmouth von der Marine übernommen, unglücklicherweise starb Königin Victoria sieben Monate vor dem Indienststellung der neuen Yacht. Das Schiff trat nach seiner Fertigstellung den regulären Dienst an und wurde das erste Mal am 9. August zur Fahrt des neuen Königspaares zur Beerdigung von Kaiserin Friedrich genutzt. 
Die Yacht diente im Laufe von rund vier Jahrzehnten vier Monarchen (Eduard VII., Georg V., Eduard VIII., Georg VI.) und nahm an zwei Flottenparaden teil (1935 für das silberne Thronjubiläum von König Georg V. und 1937 anlässlich der Krönung von König Georg VI.). Während des Zweiten Weltkrieges wurde sie aufgelegt und als Depot- und Wohnschiff für die Besatzung des Kriegsschiff Excellent im Hafen von Portsmouth genutzt. 
Schon im ersten Drittel des 20. Jahrhunderts bestanden Pläne, die Yacht durch einen Neubau zu ersetzen, diese wurden durch den Kriegsausbruch zunächst nicht mehr verfolgt. Ab 1951 wurde das 1948 in Dienst gestellte Kombischiff Gothic als königliche Yacht adaptiert. 1954 wurde die inzwischen über 50 Jahre alte Victoria and Albert endgültig durch den Neubau Britannia ersetzt und an eine Abwrackwerft in Faslane-on-Clyde in Schottland verkauft.

## Das Schiff

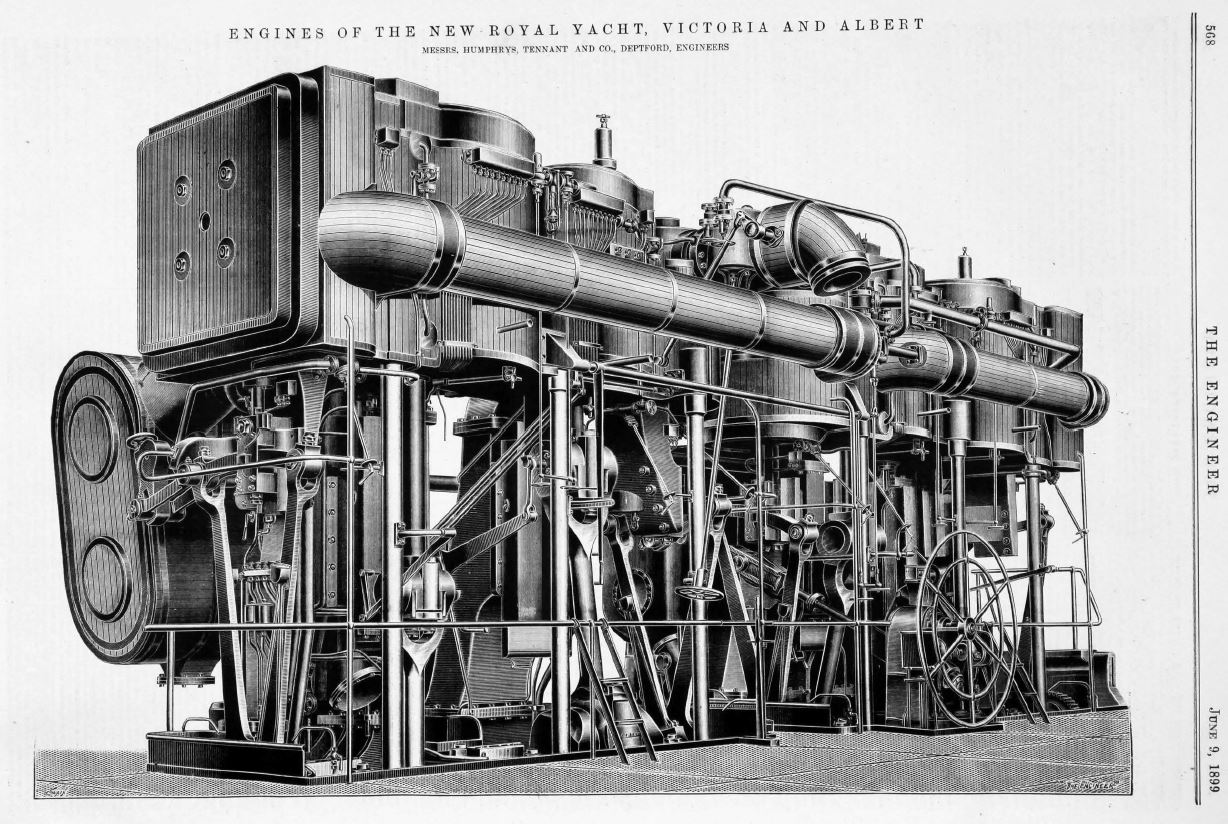
Eine der beiden Vierzylinder-Verbunddampfmaschinen

Die Baukosten der Yacht betrugen 572.000 Pfund Sterling, das entsprach fünf siebentel der Baukosten eines Kriegsschiffes der damaligen Zeit. Das Schiff war mit zwei Vierzylinder-Verbunddampfmaschinen ausgerüstet, die jeweils maximal 11.000 indizierte PS leisten konnten und von Wasserrohrkesseln der Bauart Belleville mit Dampf versorgt wurden. Drei Generatoren erzeugten Strom für die elektrische Beleuchtung und die Kühlanlage an Bord. Mit den zwei je 4 Meter durchmessenden Schiffsschrauben konnte eine Höchstgeschwindigkeit von 20 Knoten erreicht werden. Der Kohlenvorrat war für eine Reichweite von 2.000 Seemeilen bei einer Durchschnittsgeschwindigkeit von 16 kn berechnet. Die Yacht verfügte über eine Wasserverdrängung von 4.700 Tonnen bei einer Gesamtlänge von 380 Fuß (127 m) und einer Breite von 40 Fuß (13,3 m). Die Schiffsbesatzung betrug ursprünglich 336 Mann.